# Quận Hinds, Mississippi
Quận Hinds là một quận thuộc tiểu bang Mississippi, Hoa Kỳ.
Quận này được đặt tên theo Thomas Hinds. Theo điều tra dân số của Cục điều tra dân số Hoa Kỳ năm 2010, quận có dân số 245.285 người. Quận lỵ đóng ở Jackson và Raymond6.

## Địa lý
Theo Cục điều tra dân số Hoa Kỳ, quận có diện tích 877 dặm vuông Anh (2.271,4 km2), trong đó có 8 dặm vuông Anh (20,7 km2) (0,93%) là diện tích mặt nước.

### Các xa lộ chính
- Interstate 55
- Interstate 20
- Interstate 220
- U.S. Highway 49
- U.S. Highway 80
- Mississippi Highway 18
- Mississippi Highway 22
- Mississippi Highway 27
- Natchez Trace Parkway
- US 51

### Quận giáp ranh
- Quận Madison (đông bắc)
- Quận Rankin (đông)
- Quận Copiah (nam)
- Quận Claiborne (tây nam)
- Quận Warren (tây)
- Quận Yazoo (tây bắc)